# Zamek w Pucku
Zamek w Pucku – zamek krzyżacki, który zbudowany został w Pucku (obecnie województwo pomorskie) przez Krzyżaków w latach 90. XIV i na początku XV wieku. Zachowany w formie szczątkowych ruin.

## Historia
Zamek budowano w latach 90. XIV wieku i na początku XV wieku. Początkowo był to murowany dom mieszkalny lub wieża na rzucie wydłużonego prostokąta o wymiarach 22,5 × 10,5 m. Budowla była przeznaczona na siedzibę urzędnika rybickiego podległego komturowi krzyżackiemu w Gdańsku. Nie wiadomo ile budynek miał kondygnacji, ale mógł mieć trzy kondygnacje naziemne. Był podpiwniczony, przyziemie pełniło funkcje gospodarcze mieszcząc najpewniej kuchnię w pomieszczeniu północnym. Na piętrze znajdowały się lokale użytkowe i reprezentacyjne oraz kaplica. Na strychu znajdował się magazyn. Obiekt został zbudowany na piaszczystym wzniesieniu, w północno-zachodniej części miasta, u zbiegu obecnych ulic Zamkowej i Morskiej. Nie miał własnych fortyfikacji, lecz włączono go w system obronny miasta. Od Pucka oddzielała go fosa ze zwodzonym mostem. Fosa i wał ziemny były też od strony Zatoki Puckiej.

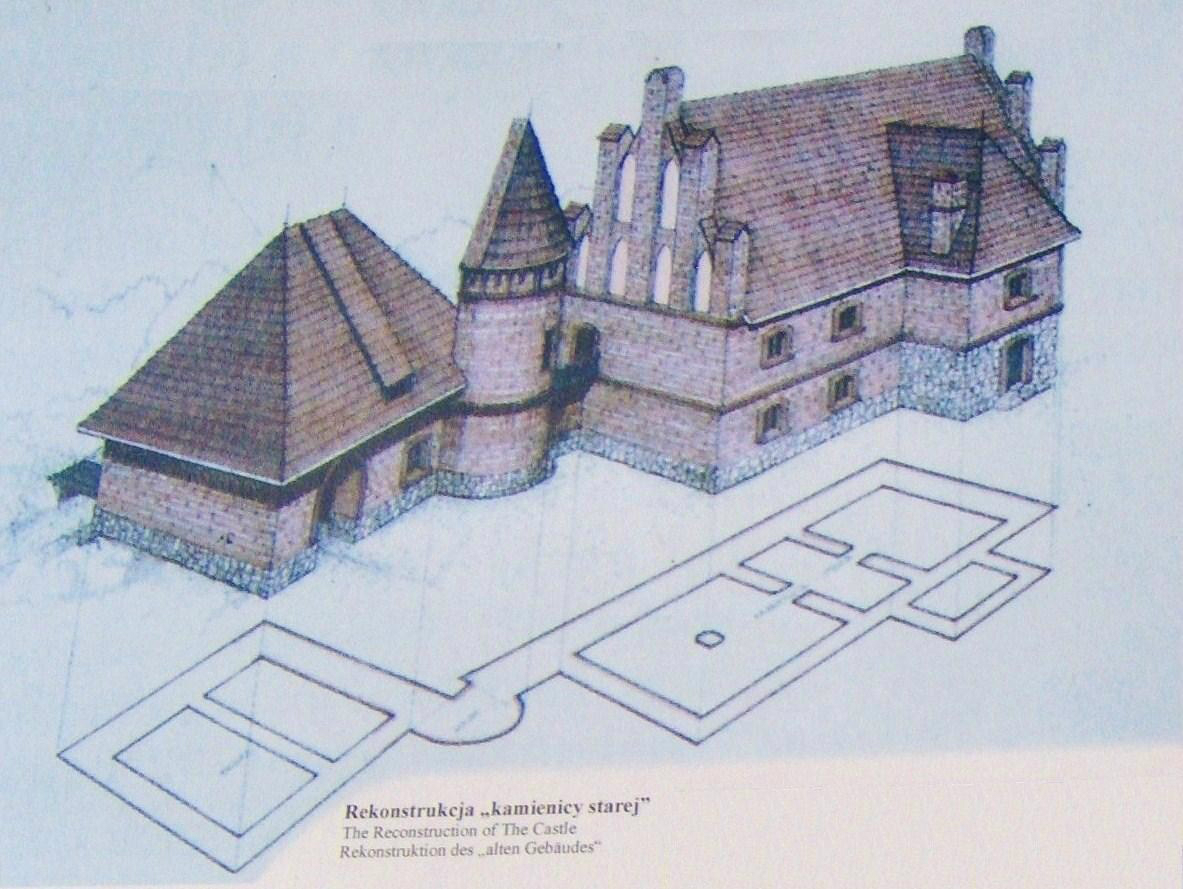
Rekonstrukcja „kamienicy starej”

W 1454 zamek, wraz z Pomorzem Gdańskim, przeszedł we władanie królów polskich jako siedziba starostów niegrodowych. Starostowie z rodów Wejherów i Kostków rozbudowali zamek o nowy budynek mieszkalny, zbrojownię, stajnię, spichlerz i browar. Związane to było, między innymi, ze zlokalizowaniem w Pucku portu polskiej floty wojennej.
W czasie wojny ze Szwecją (1626-1629) w 1626 Puck wraz z zamkiem został zdobyty przez Szwedów. Po wojnie Władysław IV Waza zlecił rozbudowę i umocnienie miasta oraz zamku, ale rozbudowa, zaprojektowana w 1634 przez inżyniera Fryderyka Getkanta, nie została w pełni zrealizowana, ze względu na kłopoty finansowe.
W czasie potopu szwedzkiego (1655-1660) zamek był oblegany przez Szwedów w 1665, lecz obronił się dzięki pomocy wojsk gdańskich.
Po I rozbiorze Polski w 1772 roku miasto Puck zagarnęły Prusy. Niedługo później (na początku XIX wieku) zniszczony zamek rozebrano. Do dzisiaj zachowały się niektóre ściany piwnic.
Na terenie ruin dawnego zamku wzniesiono poświęcony w 1845 kościół ewangelicki św. Trójcy, który rozebrano w 1956. W okresie międzywojennym świątynia należała do parafii wchodzącej w skład superintendentury (diecezji) Wejherowo Ewangelickiego Kościoła Unijnego.

## Wykopaliska archeologiczne
W czasie prac archeologicznych odsłonięto pełny zarys fundamentów z częściowo zachowanymi gotyckimi piwnicami. Odnaleziono resztki bramy i przedbramia oraz młyn zamkowy. Na dziedzińcu odnaleziono resztki ceglanego pieca, prawdopodobnie z łaźni.
Na podstawie badań dendrochronologicznych pali użytych do umocnienia skarpy stwierdzono, że zamek był rozbudowany w XVI wieku. Oprócz szczątków naczyń glinianych odnaleziono także groty strzał i bełtów, pociski muszkietowe, resztki kafli z pieców i małych szybek okiennych, oprawionych w ołów. Unikatem jest para ceremonialnych ostróg, prawdopodobnie należących do Karola Knutsona, króla szwedzkiego, który opuszczał zamek w pośpiechu.
Wykopaliska prowadzone są od 1991 przez Instytut Archeologii i Etnologii PAN oraz Instytut Archeologii Uniwersytetu Warszawskiego. Obecnie władze miejskie Pucka zamierzają wyeksponować zachowane pozostałości zamku.